# 오쓰역
오쓰역(일본어: 大津駅, おおつえき 오오쓰에키[*])은 일본 시가현 오쓰시에 위치한 서일본 여객철도의 역이다.

## 역 구조
2면 4선의 쌍섬식 승강장으로 지상역이다. 역의 북측에 북쪽 출구 개찰구 (비와 출구), 남쪽에 남쪽 출구 개찰구가 있다. 이 역의 교토 방면 가까이 (이 역과 신오사카 산 터널(新逢坂山トンネル) 사이)에는 커브가 있어 (가장 급한 곳은 하행선 외측선의 반경 500m) 하행선은 95km/h, 상행선은 105km/h의 제한을 받는다.
어번 네트워크의 일부로, 이코카, J스루 카드, 피타파, 스이카, 토이카 등의 IC 카드의 사용이 가능하다.
| 1 | ■ 비와코 선 (하행 외측선) | 교토・오사카 방면 (모든 특급 열차 및 일부 열차 정차)     |
| 2 | ■비와코 선 (하행 내측선)  | 교토・오사카 방면                                        |
| 3 | ■비와코 선 (상행 내측선)  | 구사쓰・마이바라                                         |
| 4 | ■비와코 선 (상행 외측선)  | 구사쓰・마이바라 방면 (모든 특급 열차 및 일부 열차 정차) |

## 승차량 변동
| 회사      | 승차 인원 | 승차 인원 | 승차 인원 | 승차 인원 | 승차 인원 | 승차 인원 | 승차 인원 | 승차 인원 | 주 석 |
| 회사      | 1993년    | 1994년    | 1995년    | 1996년    | 1997년    | 1998년    | 1999년    | 2000년    | 주 석 |
| --------- | --------- | --------- | --------- | --------- | --------- | --------- | --------- | --------- | ----- |
| JR 서일본 | 18786     | 18786     | 19022     | 19176     | 19009     | 18914     | 18502     | 18488     | [ 1 ] |
| 회사      | 2001년    | 2002년    | 2003년    | 2004년    | 2005년    | 2006년    | 2007년    | 2008년    |       |
| JR 서일본 | 18476     | 18252     | 18032     | 17757     | 17555     | 17858     | 17769     | 17729     | [ 1 ] |

## 연표
- 1880년 7월 15일: 관설철도의 오타니 ~ 반바 ~ 오쓰 연장에 의해 오쓰 역이 개업하였다.
- 1913년 6월 1일: 반바 역을 오쓰 역으로, 오쓰 역을 하마오쓰 역으로 개칭하였다.
- 1921년 8월 1일: 오쓰 역을 반바 역으로 개칭. 동시에 도카이도 본선의 반바 역과 교토 역 간의 루트 변경에 의해 신선 상에 오쓰 역이 개업하였다.
- 1975년 4월 1일: 오쓰 역 개업 (제4대)
- 1987년 4월 1일: 민영화에 따라 서일본 여객철도의 소속이 된다.
- 2000년: 오쓰 역 남쪽 출구 재개발 사업에 의해 남쪽 출구 신설
- 2003년 11월 1일: 이코카 사용 개시

## 인접정차역
| 서일본 여객철도 도카이도 본선 | 서일본 여객철도 도카이도 본선 | 서일본 여객철도 도카이도 본선 |
| ----------------------------- | ----------------------------- | ----------------------------- |
| 제제 마이바라 방면            | ■ 비와코 선 신쾌속 · 보통     | 야마시나 히메지 방면          |